# 赫雷罗人和纳马人大屠杀
赫雷罗人和纳马人大屠杀是1904年至1908年德意志帝国在德属西南非洲针对赫雷罗人、纳马人、萨恩人实行了连坐屠杀，被认为是二十世纪的第一场种族屠杀。

## 历史
出于对赫雷罗人和纳马人的报复，德国人共屠杀了24000至100000名赫雷罗人，10000名纳马人以及不明数量的萨恩人。1985年，联合国人权理事会将此事件划分为灭绝西南非赫雷罗人与纳马人的企图。2004年德国政府承认并为事件此道歉，但拒绝向被害人后代做出赔偿。2021年，德国政府承认赫雷罗人和纳马人大屠杀屬於种族灭绝。